# Băiceni (gmina Cucuteni)
Băiceni – wieś w Rumunii, w okręgu Jassy, w gminie Cucuteni. W 2011 roku liczyła 300 mieszkańców.